# Ostentum
Un ostentum (palabra latina, "exhibir", "mostrar", "exponerse ante la vista", en plural, ostenta) es un signo negativo que muestra (ostendit) algo a una persona. Suetonio especificó que "un ostentum se nos muestra sin poseer un cuerpo sólido y afecta tanto a nuestros ojos como a nuestros oídos, como la oscuridad o una luz en la noche".
En su obra clásica sobre la adivinación romana, Auguste Bouché-Leclercq intentó distinguir el uso teórico de los ostenta y los portenta como aplicables a objetos inanimados, monstra a signos biológicos, y prodigia para actos o movimientos humanos, pero en la literatura no técnica estas palabras tienden a ser usadas más vagamente como sinónimos. La teoría de los ostenta, portenta y monstra constituía una de las tres ramas de interpretación dentro de la disciplina etrusca, siendo otras dos, más específicas, como los fulgura (truenos y relámpagos) y los exta (entrañas). Los arúspices consideraban los terremotos como lo más desfavorable de los ostenta.
Los ostenta y portenta no son la clase de signos que los augures estaban entrenados para solicitar e interpretar, sino más bien "nuevos signos", cuyos significados tuvieron que resolverse a través de una ratio (relación aplicando principios analíticos) y una coniectura (razonamiento más especulativo, en contraste con la observatio augural).
Es célebre el ostentum privatum que los arúspices anunciaron a Mario por el que alcanzaría por siete veces el consulado puesto que según la leyenda, en su niñez cayeron en su regazo siete crías de águila.